# おしぐらんご
おしぐらんご、またはおしくらんごは、岡山県笠岡市金浦地区の金浦湾内でおこなわれる伝統行事（祭）である。
源平合戦（治承・寿永の乱）に由来するとされ、源氏と平家に見立てた2隻の手漕ぎ和船（漕ぎ手4人、旗手1人、采配1人の6人乗り）により競漕をおこなう。
1961年以降は漕ぎ手の不足からいったん途絶え、1987年に再開したが、その後も2000年に中止になったことがある。現在は地元の「ひったか・おしぐらんご保存会」や小中学生などにより、複数のレースがおこなわれている。
毎年5月下旬から6月初旬の日曜日に開催される。金浦地区では前日の土曜日にひったかがあり、2日連続で祭が開催されている。
なお、類似の名称を持つ和船競漕行事に、山口県萩市の「おしくらごう」がある。